# Banyuurip (Ngampel)
Banyuurip is een bestuurslaag in het regentschap Kendal van de provincie Midden-Java, Indonesië. Banyuurip telt 2349 inwoners (volkstelling 2010).